# Liste de fromages suisses
Ne doit pas être confondu avec Fromage suisse (Amérique du Nord).

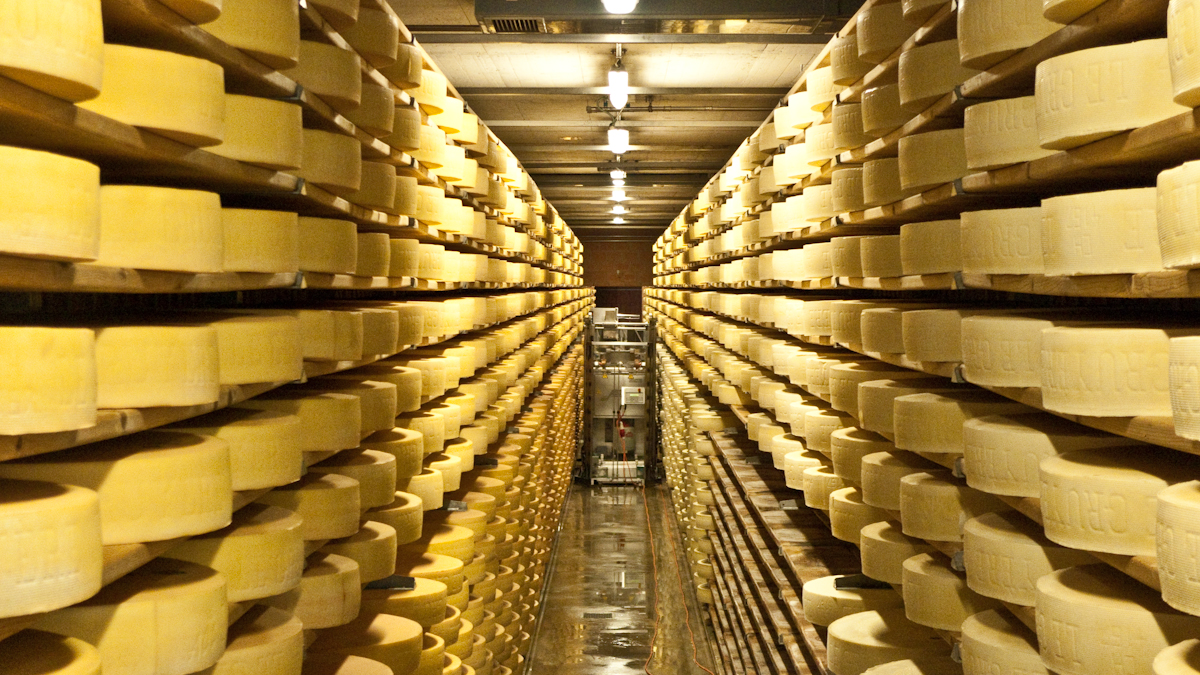
Affinage du gruyère

La Suisse possède une tradition fromagère forte et ancestrale,. Le relief accidenté du pays rend impropres à la culture environ 77 % des terres agricoles, elles sont donc principalement exploitées pour l'élevage bovin et ovin. Ce mode d'exploitation a forgé une grande partie du paysage suisse, dans les Alpes, le Jura ou sur le plateau suisse. De nos jours, les fromageries et les alpages de Suisse produisent près de 800 variétés de fromages sans compter les fromages frais.

## Par canton

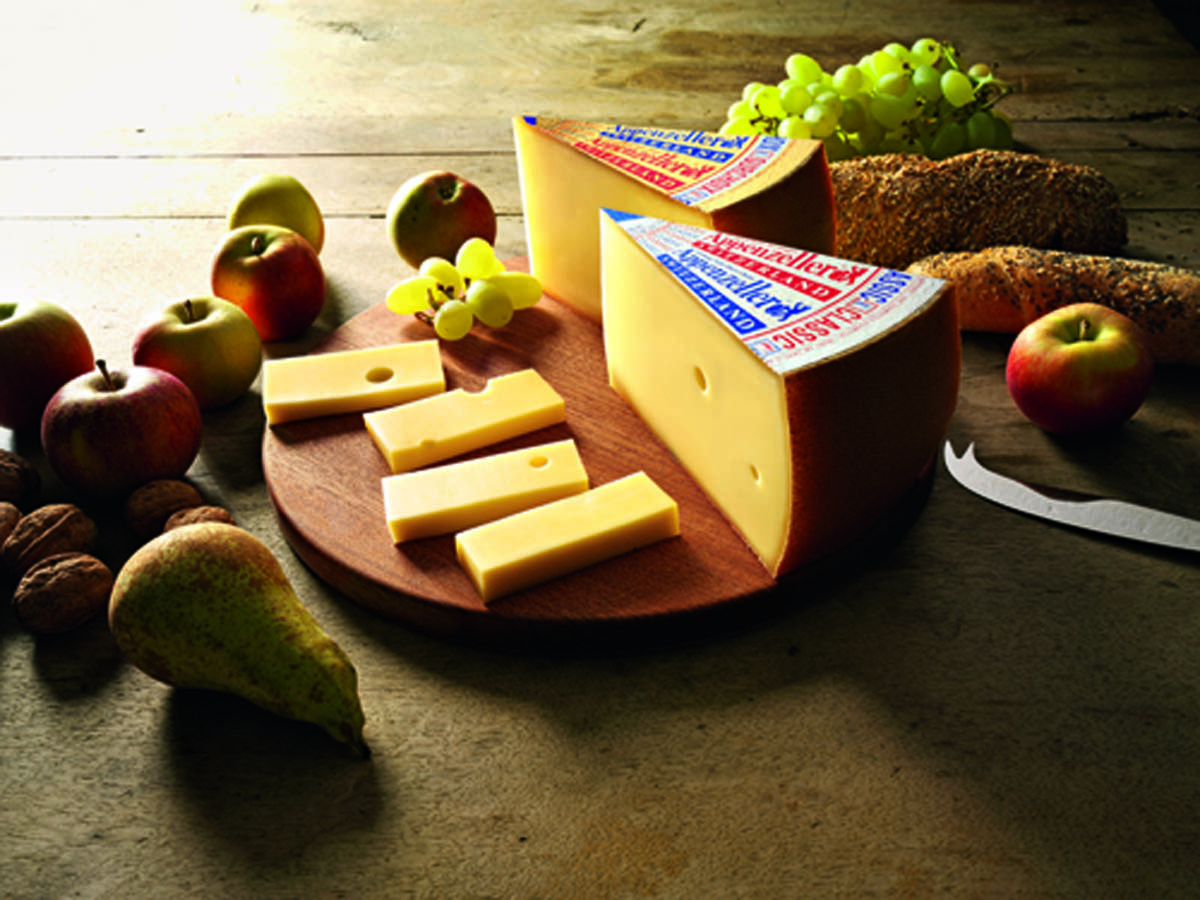
Plateau d'appenzeller

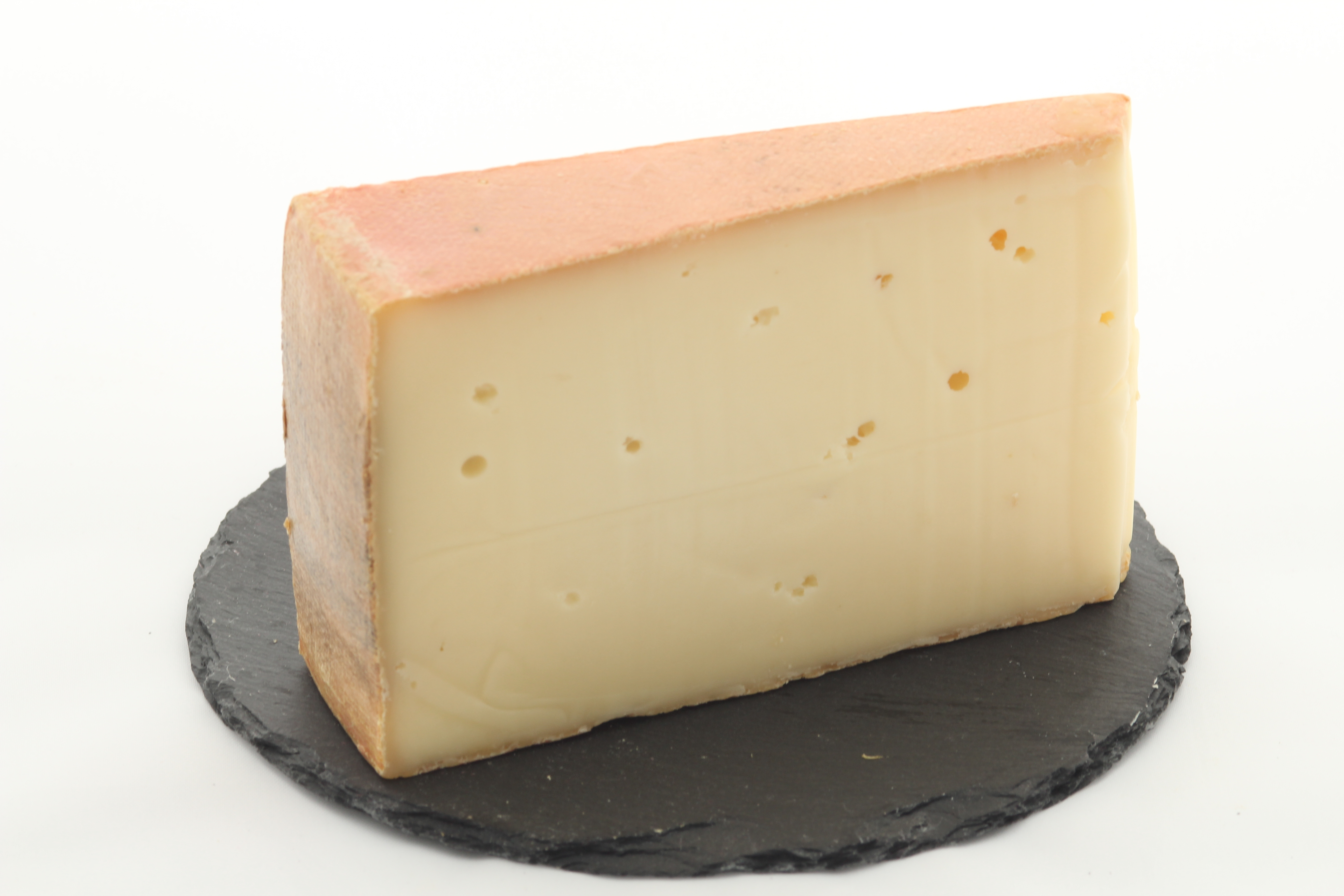
Vacherin fribourgeois

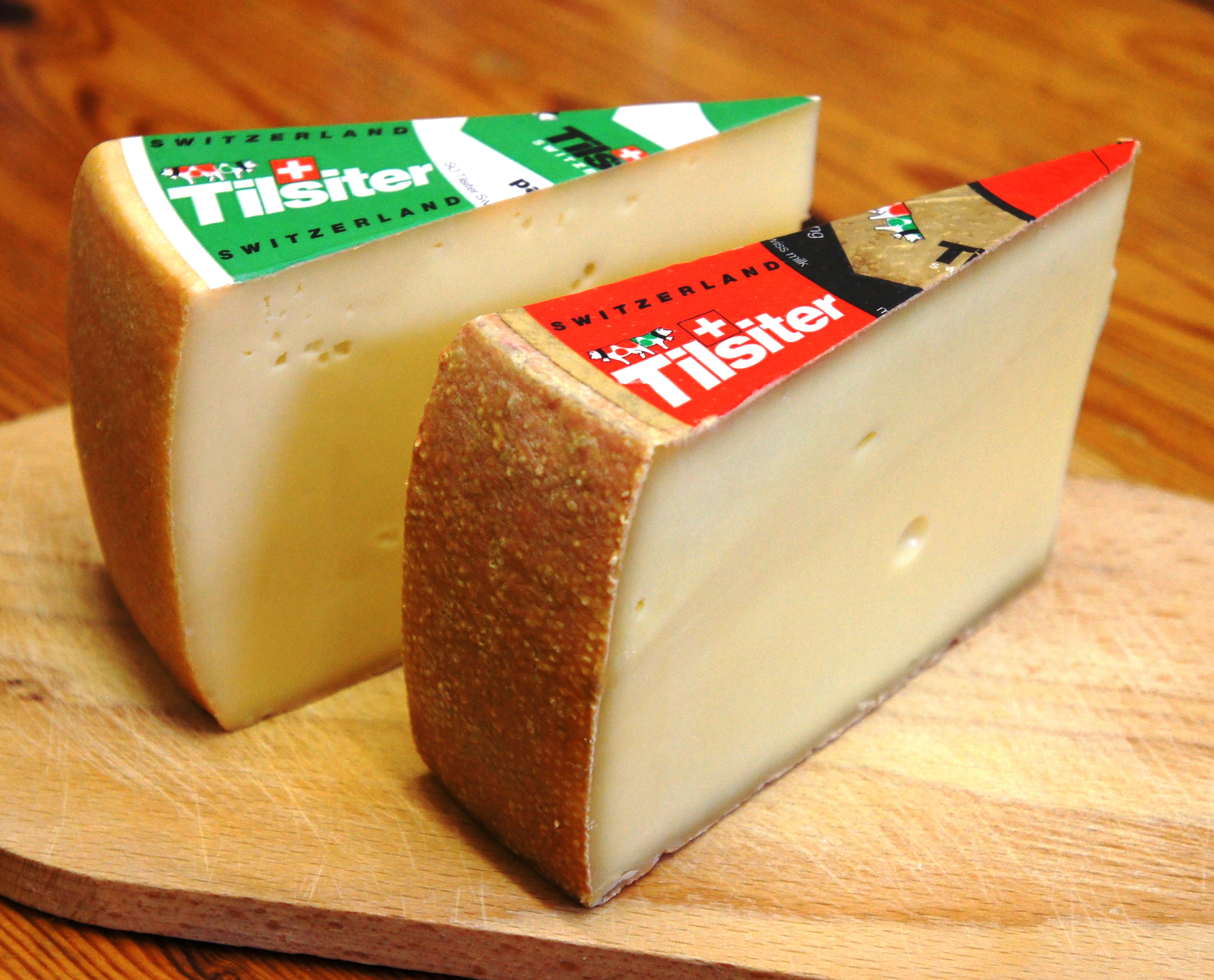
Tilsiter

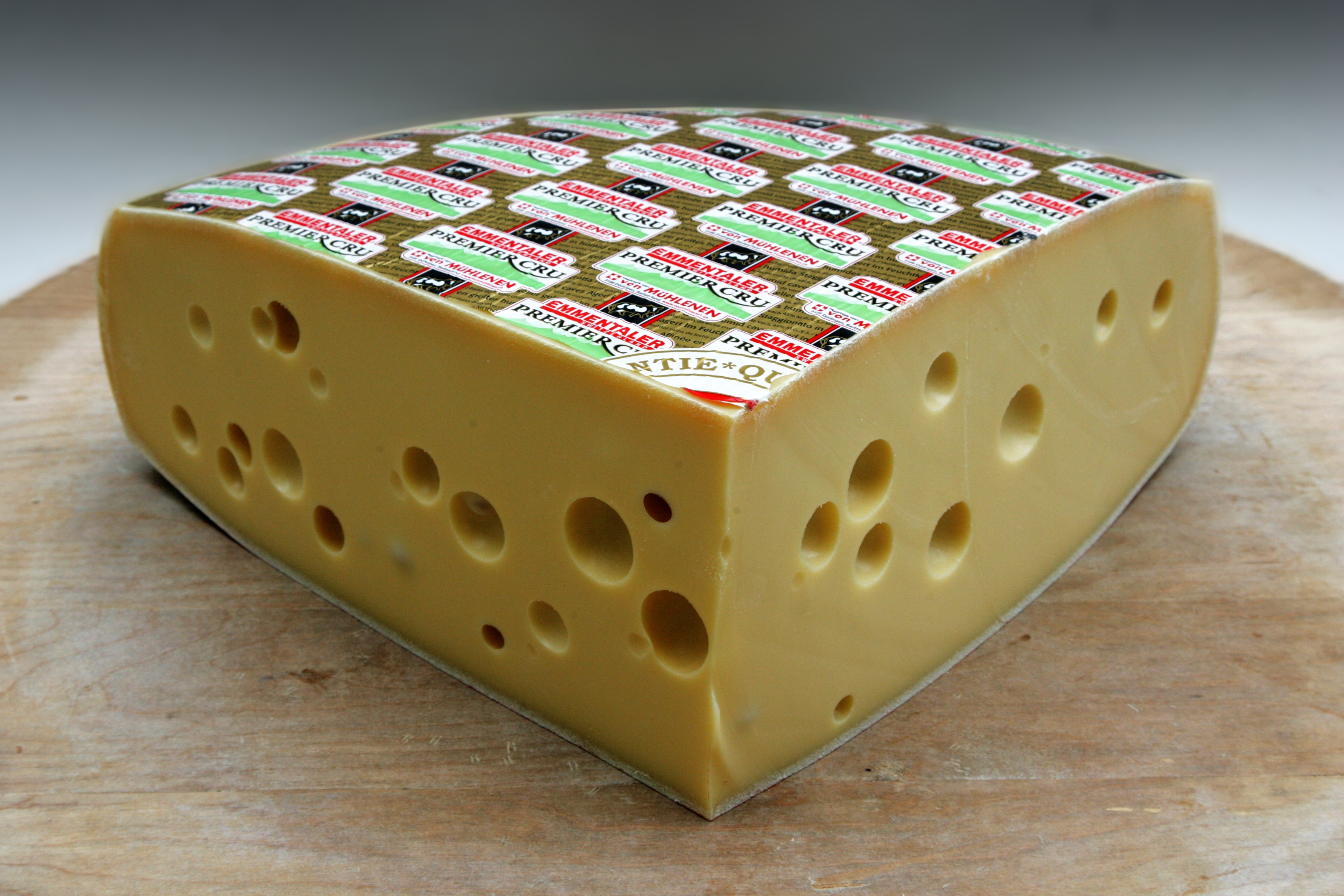
Quart de meule d'emmental

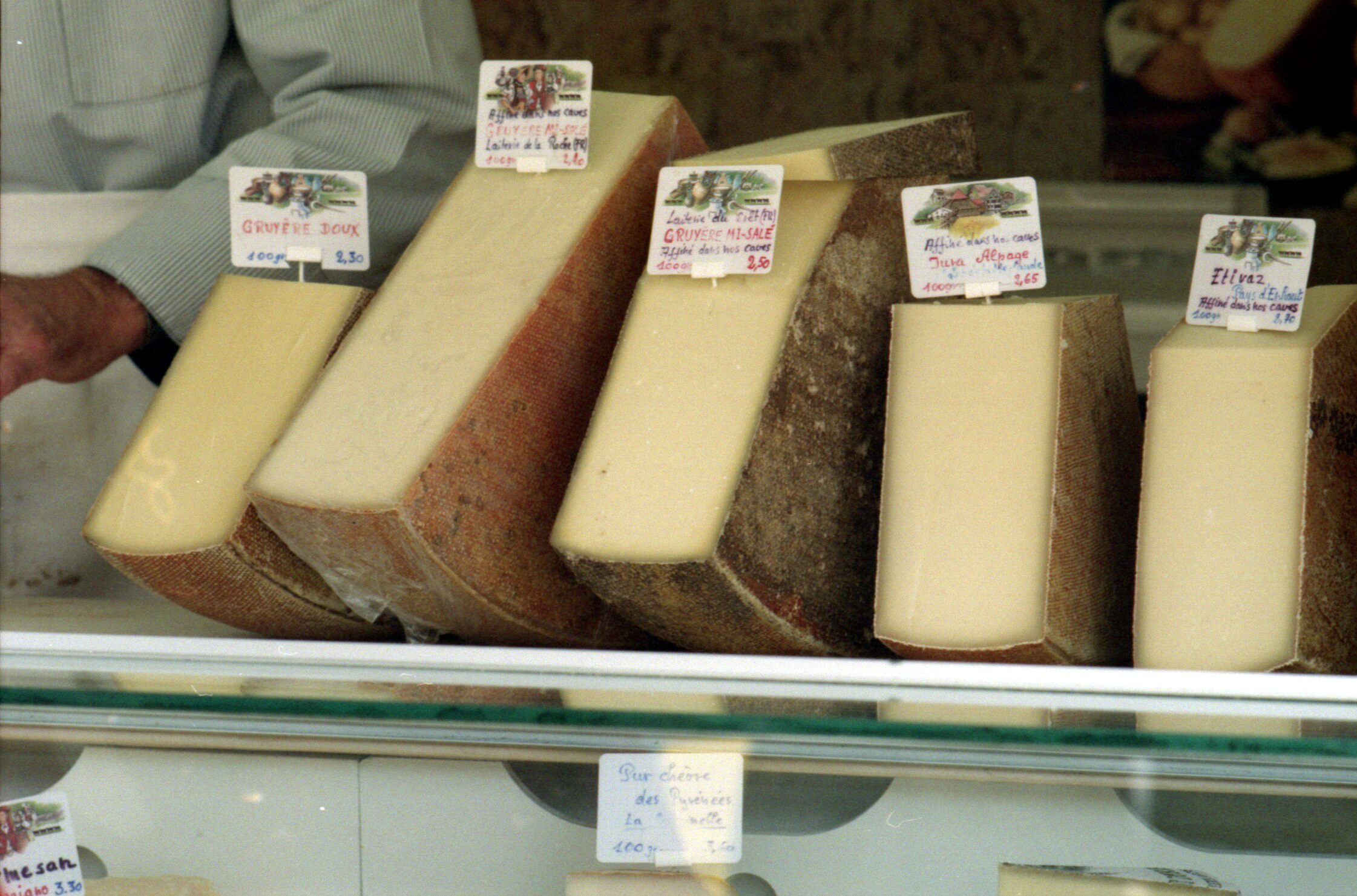
Gruyère, Jura et L'Etivaz sur un marché de Lausanne

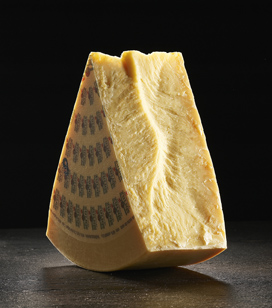
Sbrinz

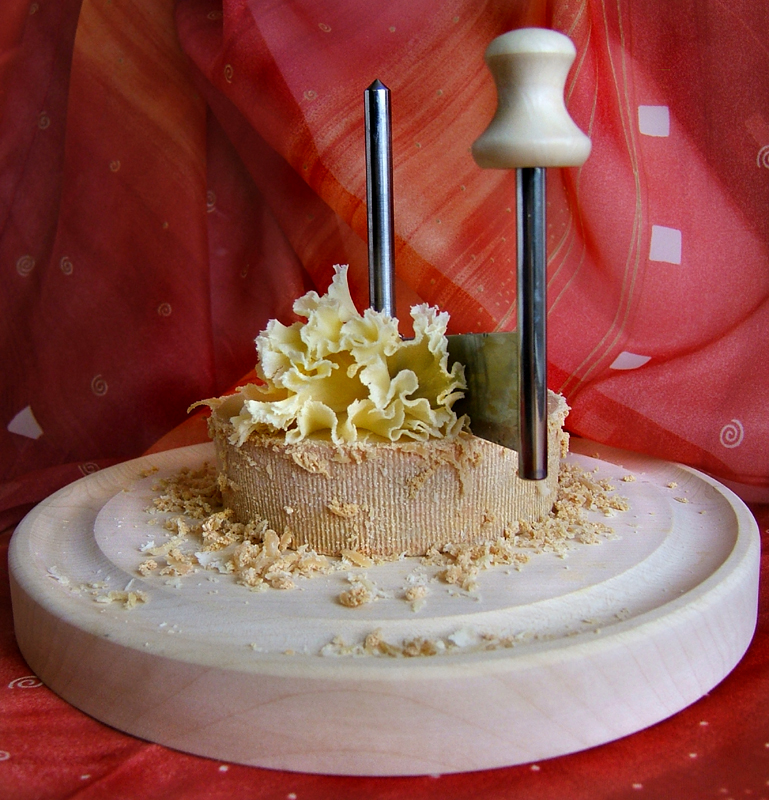
Une Tête de Moine sur une girolle

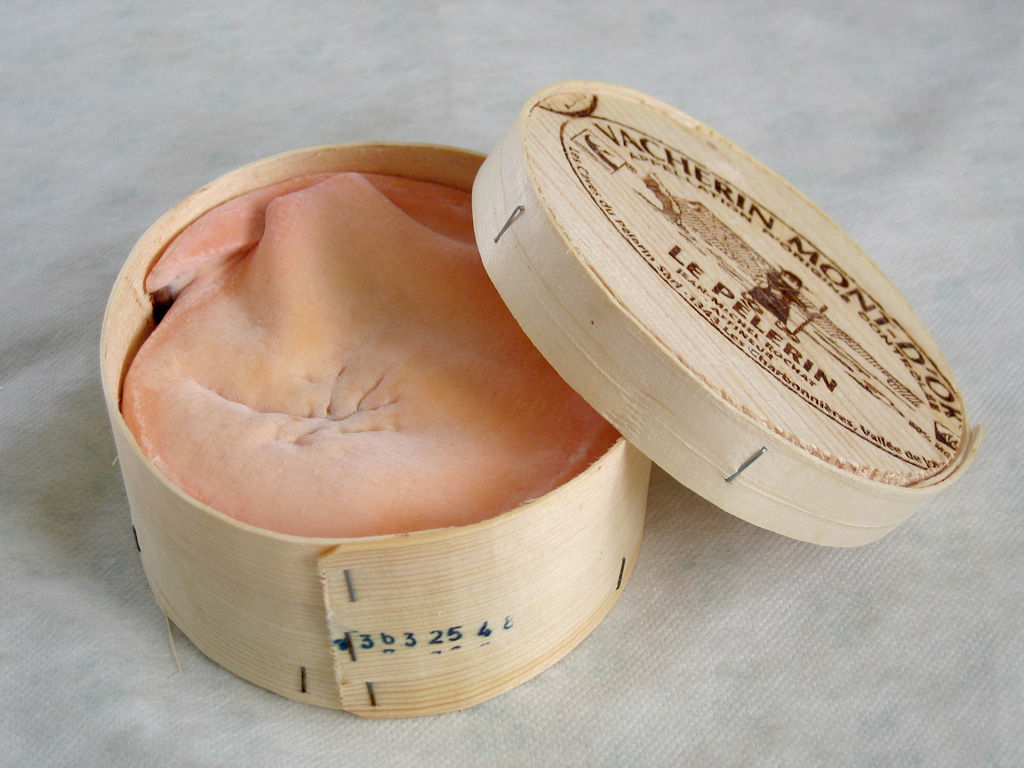
Un Vacherin Mont d'or dans sa boite en épicéa

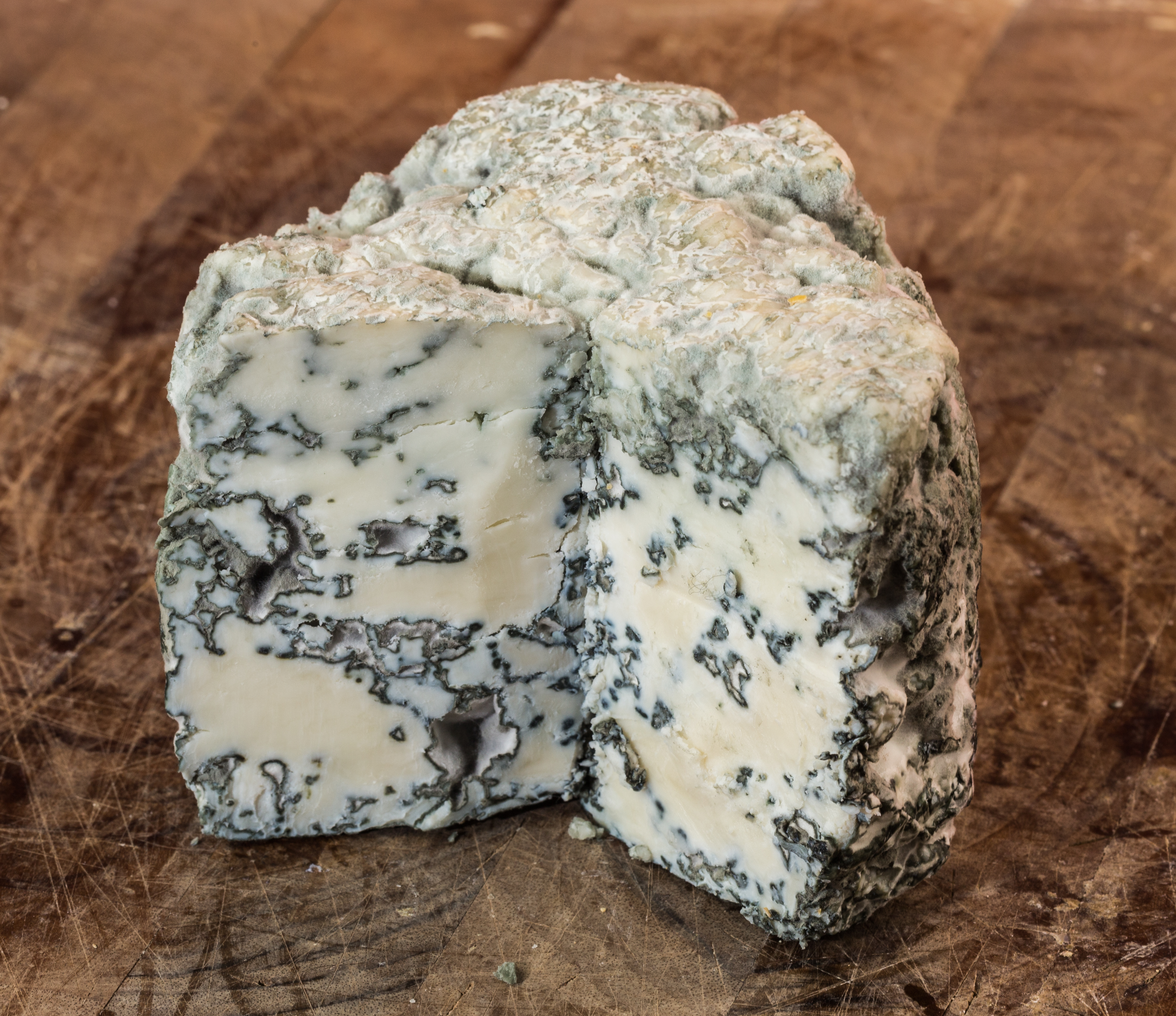
Un fromage bleu du Toggenburg

### Argovie
- Emmental

### Appenzell Rhodes-Extérieures et Appenzell Rhodes-Intérieures
- Appenzeller Käse
- Schlipfechäs ou Schlipfer Chäs
- Schwägalpkäse
- Urnäsch

### Berne
- Belper Hirn
- Belper Mürggel
- Berner Alpkäse et Hobelkäse, AOP (2001)
- Boule de Belp
- Chaux d'Abel (Jura bernois et Franches-Montagnes (Jura))
- Emmental, AOP (2006)
- Gruyère, AOP (2001)
- Jura
- Klewenalp
- Mutschli
- Tête de Moine, AOP (2001)

### Fribourg
- Arpitan
- Fricâlin
- Emmental (Singine)
- Gruyère, AOP (2001)
- Vacherin fribourgeois, AOP (2005)

### Genève
- Tomme : petit fromage à pâte molle et à croûte fleurie

### Glaris
- Emmental
- Glarner Alpkäse, AOP (2014)[4]
- Schabziger

### Grisons
- Bündner Alpkäse / Chaschiel d'alp dal Grischun (Caschiel d'alp, Chaschöl d'alp)
- Bündner Bergkäse

### Jura
- Chaux d'Abel (Jura bernois et Franches-Montagnes)
  - Tomme de la Chaux d'Abel (Jura bernois et Franches-Montagnes) : fromage à pâte molle, croûte lavée
  - Tatouillard, fromage à pâte molle, croûte fleurie
- Gruyère, AOP (2001)
- Jura
- Taignon, fromage de montagne au lait cru entier à pâte mi-dure[5]
- Tête de Moine, AOP (2001)
- Le Bon du Jura [6]
- La Tomme des Reussilles : Fromage à pâte molle au goût                 frais [6]
- Le Reussillon : Fromage à pâte mi-dure très crèmeux [6]
- Le Rêve du Jura :Fromage à pâte mi-dure, au lait bio [6]
- Le Tendrebon : Fromage à la crème, tendre et crémeux [6]

### Lucerne
- Emmental
- Sbrinz

### Neuchâtel
- Bleuchâtel
- Gruyère, AOP (2001)
- Tomme neuchâteloise : petit fromage à pâte molle et à croûte fleurie

### Nidwald et Obwald
- Bratkäse
- Nidwaldner et Obwaldner Alpkäse
- Sbrinz

### Saint-Gall
- Bloderkäse-Sauerkäse du Toggenburg, AOP (2010)
- Emmental
- St. Galler Alpkäse
- Toggenburger

### Soleure
- Emmental

### Schwytz
- Emmental
- Sbrinz
- Schwyzer
- Schwyzer Alpkäse

### Tessin
- Büsción, Agrino (formaggino alto, formagín, furmagín, büsciún, agrín)
- Formaggella (Chiasörin, Crenga, Patardela, Maioca, Mota o Motign, Formagela)
- Formaggio della paglia
- Formaggio d'alpe ticinese, AOP (2002)
- Robiola, Formaggino basso, formaggino piatto, robiöla, formagín, furmagín
- Zincarlin

### Thurgovie
- Emmental
- Thurgauer
- Tilsiter, Tilsit, Royalp (nom à l’exportation)

### Valais
- Fromage de Bagnes
- Raclette, AOP (2003)
- Tommes (type Mutschli) : petits fromages (classiquement, entre 1 et 1,5 kg) à pâte mi-dure et à croûte lavée

### Vaud
- Gruyère, AOP (2001)
- L'Etivaz, AOP (2000)
- Vacherin Mont d'or, AOP (2003)
- Tomme, tomme vaudoise, tomme de Rougemont, tomme de la Vallée
- Le Maréchal, affiné aux herbes
- Le Brigand du Jorat, affiné à la raisinée

### Uri
- Urner Alpkäse

### Zoug
- Emmental
- Sbrinz

### Zurich
- Emmental

## Autres fromages répandus
- Fromage fondu (Schmelzkäse)
- Mutschli, Mutsch, (Alp-)Käsli, (tomme du Valais), parfois aussi appelée Tummeli, en Suisse alémanique
- Sérac (ou séré) et Ziger en Suisse alémanique
- Séré
- Tommes